# 范店水库
范店水库是中国河南省洛阳市伊川县境内的一座水库，位于甘水河上，建于1958年。水库正常库容为456万立方米，集雨面积为30平方千米，海拔为328.1米。